# Nacaduba jedja
Nacaduba jedja är en fjärilsart som beskrevs av Hans Fruhstorfer 1916. Nacaduba jedja ingår i släktet Nacaduba och familjen juvelvingar. Inga underarter finns listade i Catalogue of Life.